# Insomniac (álbum de Enrique Iglesias)
Insomniac é o oitavo álbum de estúdio, e o quarto em língua inglesa, do cantor espanhol Enrique Iglesias, lançado mundialmente pela Interscope Records em 11 de junho de 2007, e em 12 de junho de 2007 nos Estados Unidos.
O álbum é o primeiro lançamento em inglês de Iglesias em 4 anos desde 7, de 2003, que fora considerado um fracasso comercial. Insomniac tem um som mais ousado, mais sombrio, mais urbano e contemporâneo comparado ao seu antecessor, pois contém a primeira colaboração de Iglesias com um rapper, Lil Wayne, na canção "Push", além de um cover de "Tired of Being Sorry", da banda de indie rock Ringside. 

## Antecedentes e composição
Às vezes tomo uma pílula para dormir, ou duas ou seis. Mas acho que é assim que acontece - quando você passa três anos fazendo um álbum, você também se torna um pouco insone. Eu sempre fui mais um pessoa da noite. Eu nunca coloco os vocais numa canção antes das oito ou nove da noite. Eu sempre trabalho à noite. Eu vou para o estúdio às seis ou sete da noite e saio às seis da manhã. Então, de certa forma, o álbum foi feito à noite.

— Enrique Iglesias disse ao The Daily Telegraph sobre a gravação do álbum.
Insomniac é o primeiro álbum de Iglesias em quatro anos, desde 7, de 2003. "Insomniac" (insone) não é apenas o título do álbum, é também um fato da vida de Iglesias, que diz que costuma tomar remédios para dormir para ter uma boa noite de sono. Iglesias gravou a maior parte do álbum à noite e nas primeiras horas da manhã. O cantor escreveu mais de 50 canções antes de escolher 12, que ele sentiu serem fortes o suficiente para colocar no álbum.
Diz-se que Insomniac é o álbum mais diverso de Iglesias até hoje. O álbum conta com uma canção intitulada "Miss You", que Iglesias dedicou à sua namorada, a ex-estrela do tênis Anna Kournikova, bem como uma faixa intitulada "Push", que ele interpreta com o rapper Lil Wayne — uma grande diferença de seu material habitual. O primeiro single, "Do You Know?", ficou conhecido como "a canção do pingue-pongue" por causa de sua batida. Há também o cover de uma canção da banda de indie rock Ringside, chamada "Tired of Being Sorry". 

## Recepção crítica
O álbum recebeu em sua maior parte críticas favoráveis:
O revisor da Allmusic, Stephen Thomas Erlewine deu ao álbum 4 de 5 estrelas, escrevendo: "Insomniac é dedicado á uma nova audiência, diferente do antigo material de Iglesias. Algumas vezes, ele 'puxa' para um lado alá Madonna em seu último álbum 'Confessions On a Dance Floor', e outras vezes consegue acertar exatamente o ponto perfeito de pop crossover e retro-new wave."
Lauren Murphy do Entertainment.ie deu uma crítica mista, e avaliou em 3 de 5 estrelas, escrevendo que embora o álbum tenha um embalo moderno, Enrique não conseguiu deixar totalmente para trás a sonoridade que costuma agradar o público de meia-idade já conquistado, dificultando a compatibilidade do público jovem em contraste com o estilo moderno adotado por ele. Ressaltou ainda que Insomniac soa como um álbum inteiramente radiofônico. 
Jonathan Bernstein do Entertainment Weekly, com mais uma nota positiva, escreveu que "Insomniac revela um Enrique Iglesias sob posse de um vengeful spirit de Toad the Wet Sprocket", além de dizer que ao contrário do que havia sido previsto pela mídia especializada, o álbum não gerou uma decepção esperada por parte dos antigos fãs, que não estavam "preparados para um álbum moderno e com um embalo 'menos latino' do que estão habituados".
Jerome Blakeney da BBC Music deu ao álbum mais uma review positiva, dizendo que Iglesias nos faz lembrar que é o "rei-mestre latino do sentimentalismo", com arranjos vocais impecáveis e uma percussão ritmada, descrevendo o álbum como 'de tirar o fôlego' e destacando ainda que Insomniac deixa Iglesias 'firmemente no topo'.
Por fim, Joey Guerra do Houston Chronicle deu ao álbum 4.5 de 5 estrelas, escrevendo que "O segredo do Insomniac esconde armas, romantismo e metamorfoses de fácil compreensão, o que sempre pegou Iglesias como um — claro — sensível e almanizado romântico espanhol."

## Desempenho comercial
Insomniac estreou na posição de número 17 na parada americana Billboard 200, com 45.000 cópias vendidas. No entanto, o álbum anterior, 7, de 2003, estreou em 31ª posição, mas com 77.000 cópias. O álbum entrou nas paradas do Reino Unido na posição de número 3, e veio a receber certificado de ouro. O álbum ganhou certificado de platina (ou multi platina) em países como Irlanda, Rússia e Polônia.

## Lista de faixas
| Insomniac – Edição norte-americana |                                                                   |                                                                                   |                                        |         |  |
| N.º                                | Título                                                            | Compositor(es)                                                                    | Produtor(es)                           | Duração |  |
| 1.                                 | "Ring My Bells"                                                   | Enrique Iglesias Kristian Lundin Savan Kotecha                                    | Lundin                                 | 3:55    |  |
| 2.                                 | "Push" (com part. de Lil Wayne)                                   | Iglesias Steve Morales Adonis Lil Wayne                                           | Morales Carlos Paucar [a] Iglesias [a] | 3:52    |  |
| 3.                                 | "Do You Know? (The Ping Pong Song)"                               | Sean Garrett Brian Kidd Iglesias                                                  | Garrett Kidd Paucar [a] Iglesias [a]   | 3:38    |  |
| 4.                                 | "Somebody's Me"                                                   | Iglesias John Shanks Kara DioGuardi                                               | Shanks                                 | 3:58    |  |
| 5.                                 | "On Top of You"                                                   | Johnta Austin Mikkel Storleer Eriksen Tor Erik Hermansen Iglesias Hallgeir Rustan | Stargate                               | 3:39    |  |
| 6.                                 | "Tired of Being Sorry"                                            | Scott Thomas                                                                      | Thomas Paucar [a] Iglesias [a]         | 4:01    |  |
| 7.                                 | "Miss You"                                                        | Iglesias Rami Yacoub Arnthor Birgisson                                            | Rami Arnthor                           | 3:21    |  |
| 8.                                 | "Wish I Was Your Lover"                                           | Iglesias Yacoub Birgisson                                                         | Rami Arnthor                           | 3:25    |  |
| 9.                                 | "Little Girl"                                                     | Iglesias Paul Barry Mark Taylor                                                   | Taylor                                 | 3:46    |  |
| 10.                                | "Stay Here Tonight"                                               | Iglesias Shanks DioGuardi                                                         | Shanks                                 | 4:13    |  |
| 11.                                | "Sweet Isabel"                                                    | Brodie Stewart                                                                    | Stewart Paucar [a] Iglesias [a]        | 3:13    |  |
| 12.                                | "Don't You Forget About Me"                                       | Iglesias Barry Taylor                                                             | Taylor                                 | 3:11    |  |
| 13.                                | "Dímelo" (versão em espanhol de "Do You Know?")                   | Garrett Kidd Iglesias Luis Gómez-Escolar                                          | Paucar Iglesias                        | 3:38    |  |
| 14.                                | "Alguien Soy Yo" (versão em espanhol de "Somebody's Me")          | Iglesias Shanks DioGuardi Gómez-Escolar                                           | Paucar Iglesias                        | 3:59    |  |
| 15.                                | "Amigo Vulnerable" (versão em espanhol de "Tired of Being Sorry") | Thomas Gómez-Escolar                                                              | Paucar Iglesias                        | 4:01    |  |
| Duração total:                     | Duração total:                                                    | Duração total:                                                                    | Duração total:                         | 55:50   |  |

| Insomniac – Faixa bônus da edição internacional |                           |                       |                                       |         |  |
| N.º                                             | Título                    | Compositor(es)        | Produtor(es)                          | Duração |  |
| 16.                                             | "Hero" (Thunderpuss Edit) | Iglesias Barry Taylor | Taylor Chris Cox [b] Barry Harris [b] | 3:20    |  |
| Duração total:                                  | Duração total:            | Duração total:        | Duração total:                        | 59:10   |  |

| Insomniac – Faixas bônus da edição australiana e edição especial européia |                                            |                                        |                                       |         |  |
| N.º                                                                       | Título                                     | Compositor(es)                         | Produtor(es)                          | Duração |  |
| 16.                                                                       | "Hero" (Thunderpuss Edit)                  | Iglesias Barry Taylor                  | Taylor Chris Cox [b] Barry Harris [b] | 3:20    |  |
| 17.                                                                       | "Not in Love" (Armand van Helden Club Mix) | Iglesias Barry Taylor Fernando Garibay | Taylor Iglesias [c] Garibay [c]       | 9:13    |  |
| Duração total:                                                            | Duração total:                             | Duração total:                         | Duração total:                        | 68:23   |  |

| Insomniac – Faixas bônus do relançamento europeu |                           |                                |                                       |         |  |
| N.º                                              | Título                    | Compositor(es)                 | Produtor(es)                          | Duração |  |
| 16.                                              | "Hero" (Thunderpuss Edit) | Iglesias Barry Taylor          | Taylor Chris Cox [b] Barry Harris [b] | 3:20    |  |
| 17.                                              | "Can You Hear Me"         | Iglesias Morales Frankie Storm | Morales Raymond Sarom Diaz [d]        | 3:44    |  |
| Duração total:                                   | Duração total:            | Duração total:                 | Duração total:                        | 62:54   |  |

| Insomniac – Faixa bônus da edição digital norte-americana |                                             |                                          |                                          |         |  |
| N.º                                                       | Título                                      | Compositor(es)                           | Produtor(es)                             | Duração |  |
| 16.                                                       | "Dímelo" (Ralphi Rosario & Craig CJS Remix) | Garrett Kidd Iglesias Luis Gómez-Escolar | Paucar Iglesias Ralphi Rosario Craig CJS | 3:44    |  |
| Duração total:                                            | Duração total:                              | Duração total:                           | Duração total:                           | 59:34   |  |

| Insomniac – Faixas bônus da edição digital internacional |                                             |                                          |                                          |         |  |
| N.º                                                      | Título                                      | Compositor(es)                           | Produtor(es)                             | Duração |  |
| 16.                                                      | "Hero" (Thunderpuss Edit)                   | Iglesias Barry Taylor                    | Taylor Chris Cox [b] Barry Harris [b]    | 3:17    |  |
| 17.                                                      | "Dímelo" (Ralphi Rosario & Craig CJS Remix) | Garrett Kidd Iglesias Luis Gómez-Escolar | Paucar Iglesias Ralphi Rosario Craig CJS | 3:44    |  |
| 18.                                                      | "Can You Hear Me"                           | Iglesias Morales Frankie Storm           | Morales Raymond Sarom Diaz [d]           | 3:42    |  |
| Duração total:                                           | Duração total:                              | Duração total:                           | Duração total:                           | 66:36   |  |

Notas
- ↑[a]  denota um produtor vocal
- ↑[b]  denota um remixador
- ↑[c]  denota um co-produtor
- ↑[d]  denota um produtor adicional